# Bridget Jones' dagbog
Bridget Jones' dagbog er en roman af den engelske forfatter Helen Fielding. Det er en fortælling om den 30-årige, forvirrede og sjove Bridget Jones, der prøver at få livet til at op i en højere enhed, selv om hun er single, ryger og har en stor trang til kalorieoptælling. Den er groft bygget over Jane Austens roman Stolthed og fordom fra 1813.
Bogen og dens efterfølger er filmatiseret med Renée Zellweger, Colin Firth og Hugh Grant i de store roller. Første film er instrueret af Sharon Maguire og anden film af Beeban Kidron.